# Rokytňany
Rokytňany település Csehországban, a Jičíni járásban. Rokytňany Domousnice, Bačalky, Dětenice, Veselice, Rabakov és Ujkovice településekkel határos. Lakosainak száma 150 fő (2024. január 1.).

## Népesség
A település lakosságának változását az alábbi diagram mutatja:
| Lakosok száma | 474  | 538  | 437  | 255  | 114  | 75   | 108  | 116  | 120  | 150  |
|               | 1869 | 1890 | 1921 | 1950 | 1980 | 2001 | 2017 | 2019 | 2022 | 2024 |